# Collegio di Ellesmere Port and Bromborough
Ellesmere Port and Bromborough è un collegio elettorale situato nel Cheshire e Merseyside, nel Nord Ovest dell'Inghilterra, e rappresentato alla Camera dei Comuni del Parlamento del Regno Unito. Elegge un membro del Parlamento con il sistema first-past-the-post, ossia maggioritario a turno unico; l'attuale parlamentare è Justin Madders del Partito Laburista, che rappresenta il collegio dal 2024.

## Estensione
Il collegio è costituito dai seguenti ward:
- nella borgo di Cheshire West and Chester: Central and Grange, Ledsham and Manor, Netherpool, Strawberry, Sutton Villages, Westminster, Whitby Groves, Whitby Park e Wolverham;
- nel borgo metropolitano di Wirral: Bromborough ed Eastham.

Il collegio comprende la maggior parte, e sostituisce, il precedente collegio di Ellesmere Port and Neston, che comprendeva la città di Ellesmere Port e Neston, ora compresa nel nuovo collegio di Chester North and Neston. Ellesmere Port and Bromborough si estende anche più a nord, per comprendere due comunità del borgo metropolitano di Wirral, Bromborough e Eastham provenienti dal precedente collegio di Wirral South, che è stato abolito. Le due parti del collegio non sono collegate tra loro da nessuna strada o percorso pubblico.

## Membri del parlamento
| Elezione | Elezione | Deputato       | Partito   |
| -------- | -------- | -------------- | --------- |
|          | 2024     | Justin Madders | Laburista |

## Risultati elettorali

### Elezioni negli anni 2020
| Partito                    | Partito                                      | Candidato                  | Risultati 4 luglio 2024 | Risultati 4 luglio 2024 |
| Partito                    | Partito                                      | Candidato                  | Voti                    | %                       |
| -------------------------- | -------------------------------------------- | -------------------------- | ----------------------- | ----------------------- |
|                            | Laburista                                    | Justin Madders             | 24 186                  | 57,64                   |
|                            | Reform UK                                    | Michael Aldred             | 7 278                   | 17,34                   |
|                            | Conservatore                                 | Lee Evans                  | 5 210                   | 12,42                   |
|                            | Verde                                        | Harry Gorman               | 2 706                   | 6,45                    |
|                            | Lib Dem                                      | Chris Carubia              | 2 328                   | 5,55                    |
|                            | Indipendente                                 | Ruth Boulton               | 256                     | 0,61                    |
|                            |                                              |                            |                         |                         |
| Iscritti                   | Iscritti                                     | Iscritti                   | 70 799                  | 100,00                  |
| ↳ Votanti (% su iscritti)  | ↳ Votanti (% su iscritti)                    | ↳ Votanti (% su iscritti)  | 42 177                  | 59,57                   |
| ↳ Astenuti (% su iscritti) | ↳ Astenuti (% su iscritti)                   | ↳ Astenuti (% su iscritti) | 28 622                  | 40,43                   |
|                            |                                              |                            |                         |                         |
|                            | Esito: collegio a Laburista (nuovo collegio) |                            |                         |                         |